# مبارك أباد (أرومية)
مبارك أباد هي قرية في مقاطعة أرومية، إيران. عدد سكان هذه القرية هو 543 في سنة 2006.